# Phakhinai Nammichai
Phakhinai Nammichai (thailändisch ภาคินัย นามมีชัย, * 5. September 1999) ist ein thailändischer Fußballspieler.

## Karriere
Phakhinai Nammichai stand bis Dezember 2021 beim Udon Thani FC unter Vertrag. Der Verein aus Udon Thani spielte in der zweiten thailändischen Liga, der Thai League 2. Mitte Dezember 2021 wechselte er zum Drittligisten Phitsanulok FC. Mit dem Verein aus Phitsanulok spielte er zehnmal in der Southern Region der Liga. Am Ende der Saison feierte er die Vizemeisterschaft der Region. In den Aufstiegsspielen zur zweiten Liga konnte man sich jedoch nicht durchsetzen. Zu Beginn der Saison 2021/22 wechselte er wieder zum Udon Thani FC. Nach 14 Zweitligaspielen wurde sein Vertrag nach der Hinrunde 2022/23 wieder aufgelöst. Im Januar 2023 verpflichtete ihn der Drittligist Samut Songkhram FC. Mit dem Verein aus Samut Songkhram spielte er neunmal in der Western Region der Liga. Die Saison 2023/24 stand er bei dem in der Bangkok Metropolitan Region spielenden Samut Sakhon City FC unter Vertrag. Für den Verein stand er 15-mal in der Liga auf dem Spielfeld. Hierbei erzielte er sechs Treffer. Im Juli 2024 wechselte er in die North/Eastern Region. Hier nahm ihn der Muang Loei United FC aus Loei unter Vertrag. Nach acht Ligaspielen wurde sein Vertrag noch der Hinrunde im November 2024 nicht verlängert. Einen Monat später unterschrieb er in Samut Sakhon einen Vertrag bei dem in der Western Region spielenden Samut Sakhon City FC. Am Ende der Saison 2024/25 feierte er mit dem Verein die Meisterschaft der Region.

## Erfolge
Samut Sakhon City FC
- Thai League 3 – West: 2024/25